# El Progreso, Jocotitlán
El Progreso är en ort i Mexiko, tillhörande kommunen Jocotitlán i den nordvästra delen av delstaten Mexiko. Orten hade 579 invånare vid folkräkningen 2010.